# Дорит
Дорит (англ. dorrite) — мінерал класу силікатів, група енігматиту.

## Етимологія та історія
Названо на честь Дж. Дорра — професор Мічиганського університету, який вивчав відслонення, де було знайдено цей мінерал.

## Загальний опис
Хімічна формула: Ca2Mg2Fe43+(Al4Si2)O22. Містить (%): Ca — 8,97; Mg — 5,44; Al — 6,04; Fe — 37,48; Si — 6,28; O — 35,79. Ксеноморфні зерна, призматичні кристали, двійники. Сингонія триклінна. Твердість 5. Густина 3,96. Колір коричневий. Риса сіра. Блиск металічний. Непрозорий. Спайність середня. Злам нерівний. Утворюється при пірометаморфізмі вугільних пластів. Асоціює з магнетитом, піроксеном, олівіном, енігматитом. Осн. знахідка о. Реюньйон, Індійський океан.